# No Woman Knows
No Woman Knows è un film muto del 1921 diretto da Tod Browning.

## Produzione
Il film fu prodotto dall'Universal Film Manufacturing Company.

## Distribuzione
Distribuito dalla Universal Film Manufacturing Company, il film - presentato da Carl Laemmle - uscì nelle sale cinematografiche degli Stati Uniti il 19 settembre 1921.